# Здание ТАСС
Здание ТАСС — здание в Москве, внутри Садового и Бульварного колец, по адресу Леонтьевский переулок, дом № 1/2, построенное в 1977 году как центральный офис государственного информационного агентства ТАСС.

## История
Строительство здания было начато в 1970 году. Закончено в 1977 году, архитекторы — В. С. Егерев, А. А. Шайхет, З. Ф. Абрамова, Г. Л. Сирота; инженеры Б. С. Гурвич, Ю. С. Маневич, А. Я. Коганов.
Изначально здание задумывалось как 25-этажный небоскрёб, на крыше которого предполагалось установить световое табло с бегущей информационной строкой с буквами полутораметровой высоты.
В 1971 году СМИ сообщали, что началось строительство 12-этажного здания ТАСС.
Назывались различные причины уменьшения количества этажей:
- грунты в этом месте не выдержали бы давления такого большого здания;
- проходящая под Никитскими воротами линия секретного «метро-2»;
- в случае проникновения в тассовскую высотку диверсантов, для снайперской винтовки существует вероятность поражения цели на территории Кремля.

Владимир Промыслов, возглавлявший с 1963 по 1986 год исполнительный комитет Моссовета, указывал иную причину. В своей книге[какой?] Промыслов писал, что проект, хотя и «имел определённое своеобразие», но был отвергнут, поскольку «своим гигантизмом здание полностью подавило бы сложившийся в этом районе архитектурный ансамбль, резко дисгармонировало с окружающей застройкой и впоследствии неминуемо „потянуло“ бы вверх все последующие соседние сооружения». Резолюцию «отклонить», предположительно, поставил первый секретарь московского горкома Виктор Гришин.
Однако ТАСС не стал и 12-этажным: в «новом» здании девять этажей, один из которых — технический.
Официально центральным офисом агентства «новое» здание стало 30 января 1977 года. Но журналисты приступили к переезду только в октябре: весной и летом велись монтажные работы.
21 октября 1977 года телекс выдал первое сообщение:
Всем, всем, всем,
Новоселье — в целом мире,
Всюду — песни, всюду — пляс,
Нынче в новой штаб-квартире
Размещается и ТАСС.
В 2023 году здание сыграло роль прототипа волшебного полицейского участка в телесериале «Волшебный участок». В фильме здание послужило объектом наружных съёмок вымышленного «Отдела по борьбе со сказочными преступлениями», а буквы «ТАСС» на его фасаде были заменены на «ОБСП» при помощи компьютерной графики. Для интерьерных съёмок на студии был выстроен павильон, повторяющий внутреннюю архитектуру здания ТАСС.

## Архитектура
Главной особенностью фасадов стали двухэтажные оконные экраны, необычная форма которых не позволила зданию выбиться из ансамбля площади, придав девятиэтажному зданию вид четырёхэтажного строения. Хотя такие оконные экраны могли вызвать ассоциацию с телеэкранами, задуманы они были как отсылка к «Окнам РОСТА» — серии сатирических витринных плакатов 1920-х годов, созданных в Российском телеграфном агентстве.
Отличительной чертой оформления здания стала расположенная над центральным входом скульптурная эмблема из сплава меди и бронзы в виде земного шара, символизирующего присутствие агентства по всему миру.
Изначально на ленте, окружающей глобус, была расшифровка аббревиатуры ТАСС — «Телеграфное агентство Советского Союза»; в 1990-х годах надпись была изменена в соответствии с новым названием: «ИТАР • Информационное телеграфное агентство России».
За свой внешний вид здание получило в народе названия «Бетонный куб», «телевизор», «говорящий дом», «дом с глобусом». Сами же сотрудники ТАСС прозвали его «новым зданием», поскольку осталось и старое — по адресу Тверской бульвар, дом № 10, — в котором с 1937 года сохранилась часть подразделений ТАСС.